# 都鲁河 (松花江)
都鲁河位于中华人民共和国黑龙江省东北部，是松花江左岸支流，河名“都鲁”为蒙古语“栋梁”的意思。都鲁河发源于萝北县北部葡萄沟，蜿蜒向南流经鹤北林业局卫东林场、四方山林场、鹤北镇泉胜村、森山村、常胜村、双河村、共青农场、团结镇嘟噜河村、苇场村，之后成为萝北县与汤原县之间的界河，于梧桐河农场九队以南汇入松花江。河流全长245千米，流域面积1848.8平方千米，河道平均比降0.2‰～0.4‰，年均径流量3.89亿立方米。都鲁河上游为低山丘陵，森林茂密。干流过双河村烟囱山以下成为没有明显河道的沼泽性河流，沿岸地势平坦，多沼泽湿地。由于河槽泄量小，易发生洪涝灾害。下游建有苇场湿地丹顶鹤自然保护区，是中国北方三大水禽栖息地之一。